# Le Troubadour
Le Troubadour è un cortometraggio del 1906 diretto da Segundo de Chomón.

## Trama
Su un palcoscenico il trovatore si inchina. Procede nel prendere al volo, diverse carte dall'aria e disporle sul pavimento. Ad un certo punto sale su uno sgabello, prende un mandolino per poi trasformarsi in una banda di 7 suonatori. Saltando dentro un tamburo, con una grossa fiammata scompare e magicamente si apre un ventaglio, per poi riapparire su di una scala davanti a un castello che suona il mandolino a una fanciulla affacciata alla finestra.